# 金喆鎬
金 喆鎬（キム・チョルホ、朝鮮語: 김철호、英語: Chul-Ho Kim、1961年3月3日 - ）は、大韓民国のプロボクサー。京畿道華城郡烏山邑（現：烏山市）出身。元WBC世界スーパーフライ級王者。

## 来歴
1978年10月7日、韓国でプロデビュー。
1980年8月10日、14戦目で韓国スーパーフライ級王座を獲得。
1981年1月25日、WBC世界スーパーフライ級タイトルマッチでラファエル・オロノと対戦し、9回KO勝ちで王座を獲得した。
1981年4月22日、渡辺二郎と対戦し、15回判定勝ちで初防衛に成功した。
1981年11月18日、ジャッカル丸山と対戦し、9回TKO勝ちで3度目の防衛に成功した。
1982年2月10日、石井幸喜と対戦し、8回KO勝ちで4度目の防衛に成功した。
1982年7月4日、ラウル・バルデスと対戦し、15回判定ドローで5度目の防衛に成功した。
1982年11月28日、6度目の防衛戦でラファエル・オロノと再戦し、6回KO負けで王座から陥落した。
1983年10月23日の試合を最後に引退した。

## 獲得タイトル
- 韓国スーパーフライ級王座
- WBC世界スーパーフライ級王座（防衛5）